# Clepsydria
Clepsydria is een geslacht van rechtvleugeligen uit de familie veldsprinkhanen (Acrididae). De wetenschappelijke naam van dit geslacht is voor het eerst geldig gepubliceerd in 1920 door Sjöstedt.

## Soorten
Het geslacht Clepsydria omvat de volgende soorten:
- Clepsydria histrio Sjöstedt, 1920
- Clepsydria variegata Sjöstedt, 1936